# (20513) Lazio
(20513) Lazio (1999 RC34) – planetoida z pasa głównego asteroid okrążająca Słońce w ciągu 4,09 lat w średniej odległości 2,56 j.a. Odkryta 10 września 1999 roku.